# 이만기 (1950년)
이만기(李萬基, 1950년 3월 2일 ~ )는 기상청장을 지낸 대한민국 前 공무원이다.

## 주요 경력
- 1971-1977 한국전력공사 사원
- 1976.12 : 제12회 기술고등고시
- 1977.4 ~ 1980.3 : 문교부 (현 교육부)사무관
- 1980 ~ 1989 : 과학기술처 사무관
- 1989.04 ~ 1990.02 : 과학기술처 정보산업기술과장
- 1990.03 ~ 1991.02 : 원자력국 방사선과장
- 1991.03 ~ 1993.02 : 원자력개발과장
- 1993.03 ~ 1995.02 : 원자력협력과장
- 1995.03 ~ 1998.02 : 주독일 한국대사관 참사관(과학기술분야 담당)
- 1998.03 ~ 2000.12 : 과학기술부 과학기술정책국 정책총괄과장
- 2000.12 ~ 2001.02 : 과학기술부 원자력 안전심의관
- 2002.02 ~ 2002.12 : 과학기술부 기획조정심의관
- 2003.01 ~ 2003.02 : 제16대 대통령직인수위원회 경제2분과 전문위원
- 2003.01 ~ 2003.08 : 과학기술부 기초과학인력국장
- 2003.08 ~ 2005.01 : 대통령 직속 국가과학기술자문회의 사무처장
- 2005.03 ~ 2005.06 : 한남대학교 예우교수(기술경제 강의)
- 2005.06 ~ 2006.01 : 한국과학기술연구원(KIST) 상임감사
- 2006.02 ~ 2008.03 : 제6대 기상청장
- 2007.05 ~ 2008.03 : 세계기상기구(WMO)집행이사
- 2008.09 ~ 2011.08 : 인제대학교 대기환경정보공학과 자문 및 초빙교수(대학원 기상정보론 강의)
- 2013.02 ~ 2014.02 : (사)과우회(科友會) 봉사단장

## 학력
- 1966년 ~ 1971년 : 대전공업고등전문학교(현 한밭대학교) 전기과
- 1973년 ~ 1975년 : 숭전대학교(현 숭실대학교) 전기공학 학사
- 1982년 ~ 1985년 : 독일 칼스루에(Karlsruhe)대학교(원자력공학)
- 2004~ 2005년 : 동국대학교 행정대학원 정책학 석사

### 비학위 수료
- 2001년 : 국방대학원 안보과정 수료
- 2006년 ~ 2007년 : 서울대학교 행정대학원 국가정책과정 수료

## 수상
- 1992년 : 근정포장
- 2009년 : 황조근정훈장

## 저서
- 기상정보론(시그마프레스, 2013)《2014년도 문화체육관광부 선정 우수도서(세종도서)-학술부문》
- 우리 역사를 바꾼 조선의 하늘, 그 비밀코드로의 시간여행(좋은땅, 2021)
- 그래, 난 꼰대다 그래서 도대체 뭐 어쩌라구?(좋은땅, 2023)
- (감수) 미국의 기상산업정책(신광출판사, 2009)

| 전임 신경섭 | 제10대 기상청장 2006년 2월 1일 ~ 2008년 3월 6일 | 후임 정순갑 |